# Skogsvävare
Skogsvävare (Ploceus bicolor) är en fågel i familjen vävare inom ordningen tättingar. Den förekommer i skogar i centrala och södra Afrika. Beståndet anses vara livskraftigt.

## Utseende och läte
Skogsvävaren är en udda och distinkt vävare med mörk rygg, gul undersida och ljus näbb. Vissa bestånd uppvisar mörkgrå rygg, andra svart, och färgen på strupen varierar från gul till gråfläckig till svart. Andra skogslevande vävare uppvisar alltid grönaktig ton på ryggen och/eller roströd ton på undersidan. Sången består av en synkoperad serie av helt olika lätestyper, vanligen avgiven som duett.

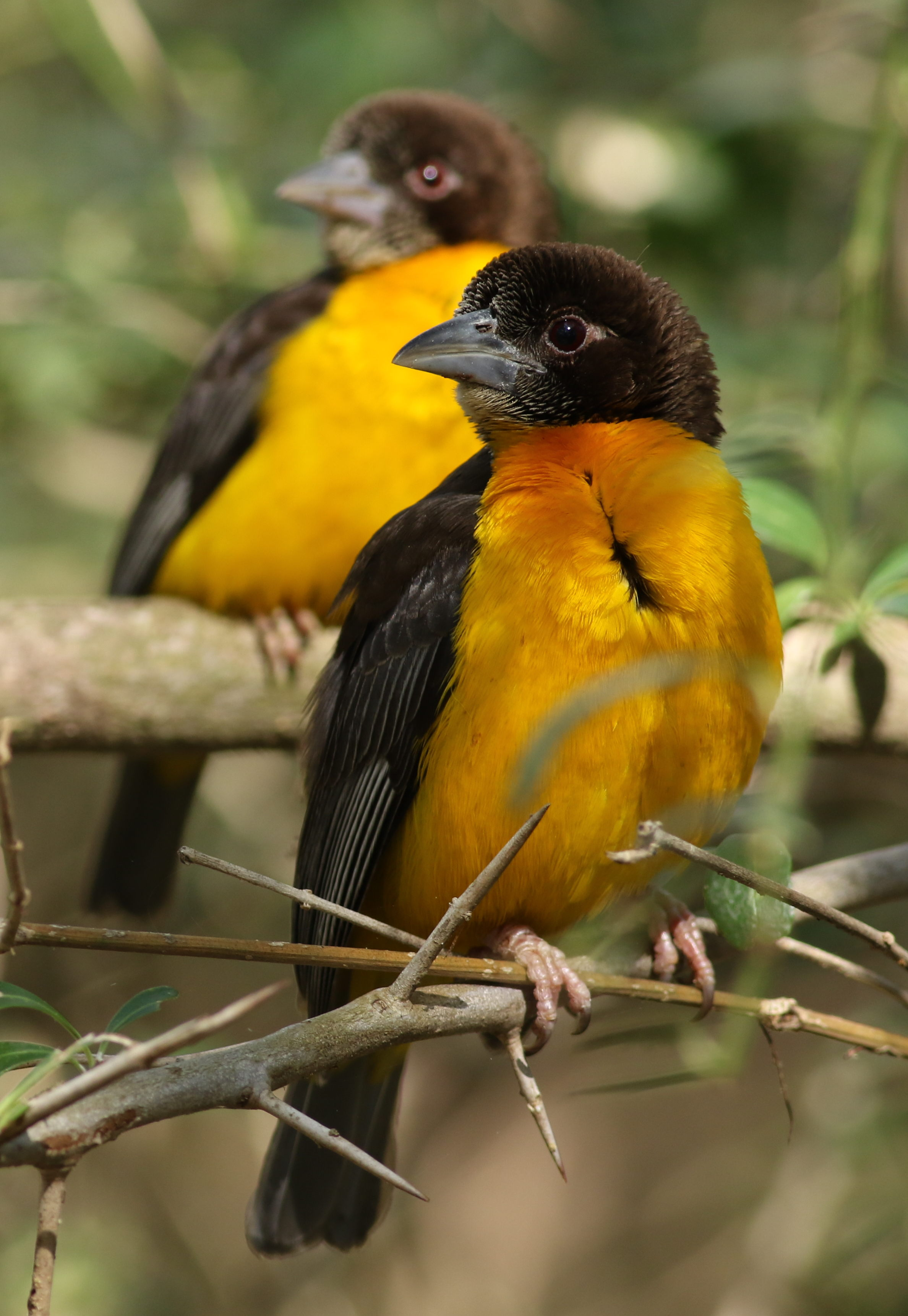
Skogsvävare i naturreservatet Ndumo i Sydafrika.

## Utbredning och systematik
Skogsvävare delas in i åtta underarter med följande utbredning:
- Ploceus bicolor tephronotus – förekommer i sydostligaste Nigeria och Kamerun samt på Bioko
- Ploceus bicolor amaurocephalus – förekommer i norra Angola
- Ploceus bicolor mentalis – förekommer från södra Sudan (Imatongbergen) till nordöstra Kongo-Kinshasa, Uganda och västra Kenya
- Ploceus bicolor kigomaensis – förekommer från södra Demokratiska republiken Kongo till Zambia och västra Tanzania
- Ploceus bicolor kersteni – förekommer utmed södra Somalias kust, i östra Kenya samt i östra Tanzania
- Ploceus bicolor stictifrons – förekommer från sydöstra Tanzania till östra Zimbabwe, Moçambique och norra KwaZulu-Natal
- Ploceus bicolor sylvanus – förekommer i östra Zimbabwe och angränsande västra Moçambique
- Ploceus bicolor bicolor – förekommer i Östra Kapprovinsen och KwaZulu-Natal i Sydafrika

## Levnadssätt
Skogsvävaren förekommer just i skog och tätt skogslandskap, inklusive miombo. Den ses vanligen i par men sällan i flock som många andra vävare.

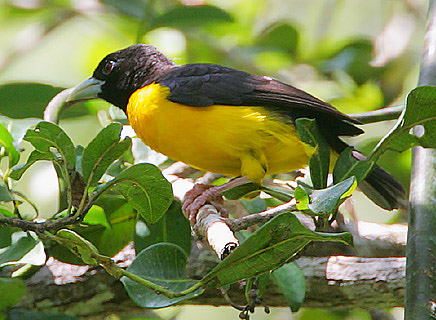

## Status
Arten har ett stort utbredningsområde och beståndet anses stabilt. Internationella naturvårdsunionen IUCN listar den därför som livskraftig (LC).

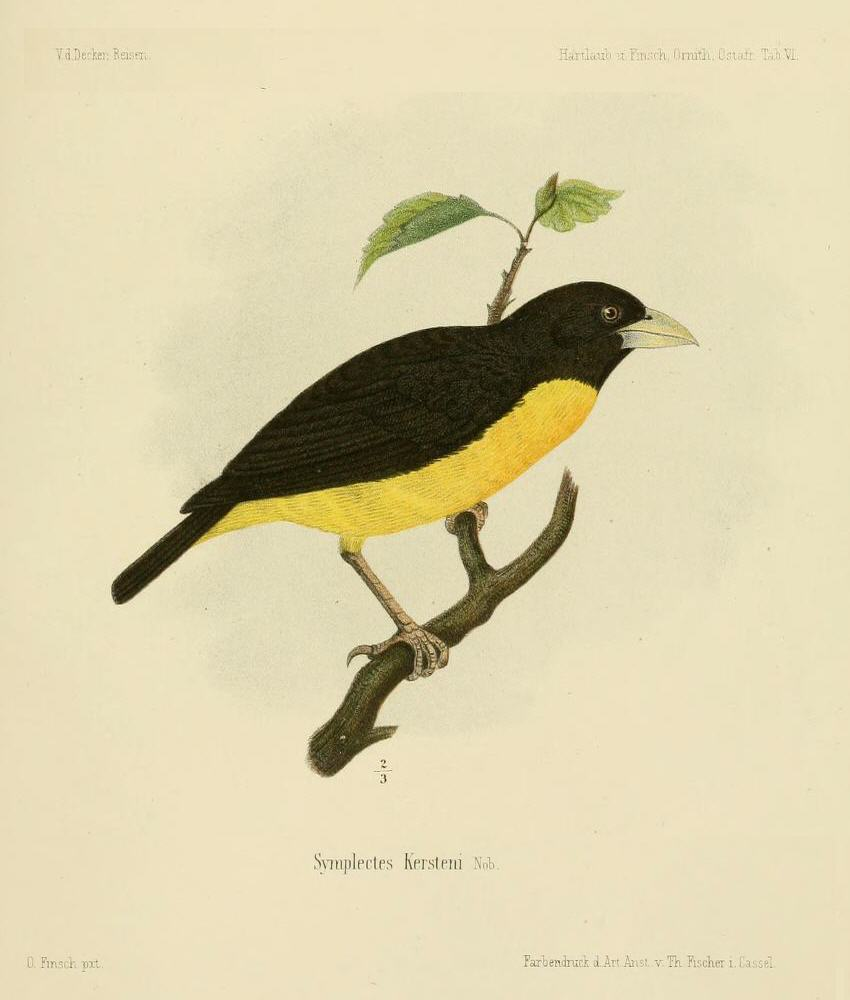